# Ulrich Wolf (Handballspieler)
Ulrich „Uli“ Wolf (* 8. Februar 1975 in Heidelberg) ist ein deutscher Handballspieler.
Wolf spielte ab 2000 für den TV Großwallstadt in der ersten Handball-Bundesliga. Für Großwallstadt trug er die Trikotnummer 18 und spielte am Kreis. Er bestritt für den TVG 256 Bundesligaspiele, in denen er 499 Tore warf (Stand: 30. Juni 2007). Am 14. Mai 2008 beendete Ulrich Wolf mit dem Bundesligaspiel gegen den VfL Gummersbach seine aktive Karriere.
In der Saison 2008/2009 war er zunächst als Co-Trainer von Michael Roth für den TV Großwallstadt tätig. Nach der Entlassung von Roth bildete er zusammen mit Peter Dávid das Trainergespann des TV Großwallstadt. Als Michael Biegeler den Trainerposten im Januar 2010 übernahm, wurde Wolf Team-Manager des TVG.
Nachdem Peter David seit Dezember 2010 wieder als Trainer fungierte, war  Uli Wolf bis zu seiner Entlassung im Januar 2013 mit diesem gemeinsam in der sportlichen Verantwortung beim TV Großwallstadt tätig.
Nach dem Abschluss seinen Staatsexamens arbeitete Ulrich Wolf in seinem Beruf als freier Rechtsanwalt in einer Kanzlei in Großwallstadt. Seit Mitte 2012 ist er selbstständiger Rechtsanwalt in Stockstadt am Main und betreut Mandanten insbesondere im allgemeinen Zivil-, Verkehrs- und Reiserecht.
Nach einer längeren Pause als Spieler ist Wolf seit Februar 2013 für die HSG Stockstadt/Mainaschaff in der Landesliga Süd aktiv.

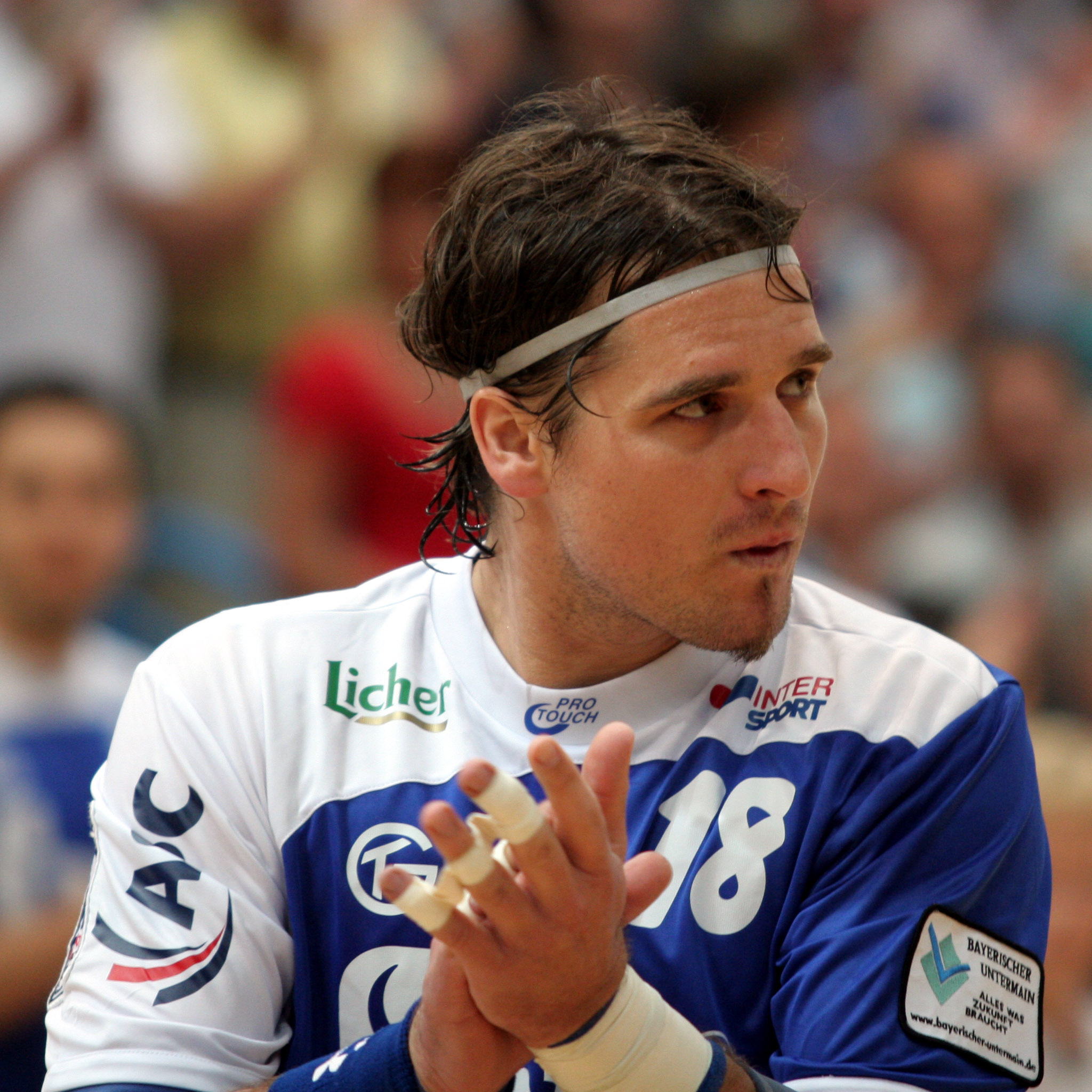
Ulrich Wolf in seinem letzten Spiel am 14. Mai 2008

## Erfolge
- Europapokal-Halbfinale 2001 (als Spieler)
- EHF-Pokal-Halbfinale 2011 (als Teammanager)